# Сыбай, Рустем Серикович
Рустем Серикович Сыбай (каз. Рүстем Сыбай; род. 25 июня 1993 года) — казахстанский тяжелоатлет, чемпион Азии 2015 года.

## Карьера
Тяжёлой атлетикой начал заниматься в 13 лет. Его первым тренером был Е. Л. Пя. Двукратный чемпион республики среди юношей, бронзовый призёр чемпионата Азии среди юношей.
В 2008 году Рустем стал чемпионом Казахстана среди подростков.
В 2010 году завоевал бронзу на Юношеской Олимпиаде — 2010 года.
Принимал участие в Чемпионате мира 2010 года в Анталье (Турция), где выступил с очень скромным результатом 120 + 150 = 270 кг, заняв 30-е место в своей категории, до 77 кг.
В 2010 — 11 годах- серебряный призёр республиканских чемпионатов среди взрослых.
В 2015 году стал чемпионом Азии. В весовой категории до 94 килограммов Рустем в сумме двоеоборья подняв 383 (167+216) килограмма. В октябре 2015 года победил в Талдыкоргане на IV Спартакиада РК по тяжёлой атлетике.
Сыбай Рустем трехкратный обладатель Кубка Ильи Ильина .
Серебро Летней Универсиады — 2017 г. Всемирных Игр среди студентов Китайский Тайбэй в весовой категории до 94 кг. Рустем в сумме двоеборья поднял 382 (170 + 212)
Мастер спорта международного класса Республики Казахстан
Выпускник Кызылординского государственного университета имени Коркыта-ата ;
Выпускник Кызылординского университета имени Болашак